# اللوريكيت الأزرق
ببغاء اللوريكيت الأزرق (بالإنجليزية: Vini peruviana)‏ هو ببغاء من فصيلة اللوريكيت موطنة بولينيزيا الفرنسية، وجزر كوك.

## توزيع والسكن

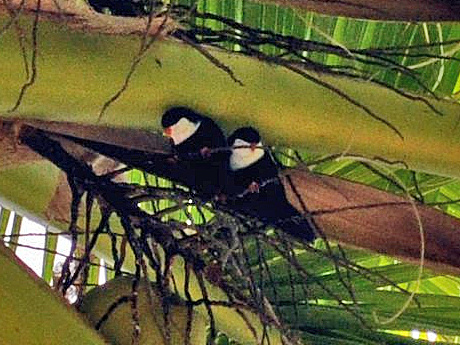
اللوريكيت الأزرق في رانجيروا

كان ببغاء اللوريكيت الأزرق مستوطنًا في بولينزيا الفرنسية.   

## روابط خارجية
- صحيفة حقائق حياة الطيور.